# Museo arqueológico

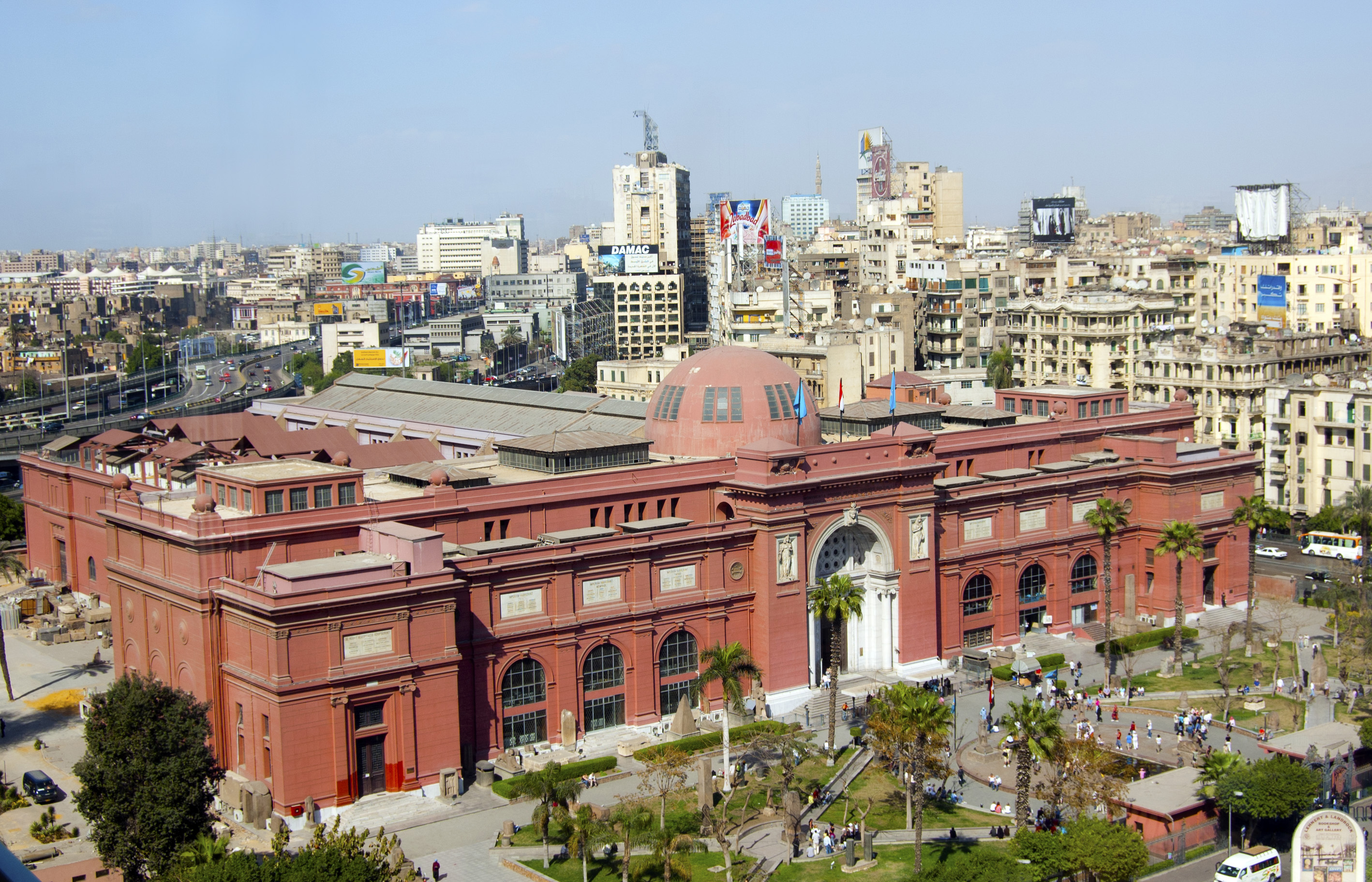
Museo Egipcio de El Cairo

Un museo de arqueología o museo arqueológico es un museo que se especializa en la exhibición de restos arqueológicos.

## Tipos
Muchos museos de arqueología están al aire libre, como el antiguo ágora de Atenas o el Foro Romano. Otros exhiben descubrimientos dentro de edificios, como el Museo Nacional de Beirut o el Museo Egipcio de El Cairo. Incluso otros, exhiben sus piezas tanto fuera como dentro, como el Centro ceremonial indígena de Tibes. Algunos museos de arqueología, como el Museo Nacional de Arqueología Subacuática de España, también pueden exhibir materiales arqueológicos submarinos.

## Ejemplos
Entre los museos nacionales de arqueología se encuentran los de:
- Museo Egipcio de El Cairo
- Museo Arqueológico Nacional de Atenas
- Museo Británico
- Museo Arqueológico Nacional (España)
- Museo de Arqueología nacional (Francia)
- Museo de Antropología e Historia (Honduras)
- Museo Nacional de Arqueología (Portugal)
- Museo Nacional de Arqueología (Bolivia)